# Alfonso III del Portogallo
Alfonso III di Portogallo, detto il Restauratore (in spagnolo e asturiano Alfonso; in portoghese e in galiziano Afonso; in catalano Alfons; in aragonese Alifonso; in basco Alfontso; in latino Adefonsus o Alfonsus; Coimbra, 5 maggio 1210 – Alcobaça, 16 febbraio 1279), fu dapprima conte consorte di Boulogne (1235-53) e perciò detto le Boulonnais (in portoghese: o Bolonhês), poi reggente del regno dal 1245 al 1248 e infine, dal 1248 fino alla sua morte, quinto re del Portogallo e dell'Algarve.

## Origine
Suo padre era Alfonso II del Portogallo, e sua madre Urraca, figlia di Alfonso VIII, re di Castiglia e di Eleonora Plantageneta, quest'ultima a sua volta figlia di Enrico II Plantageneto re d'Inghilterra e di Eleonora d'Aquitania.

## Biografia

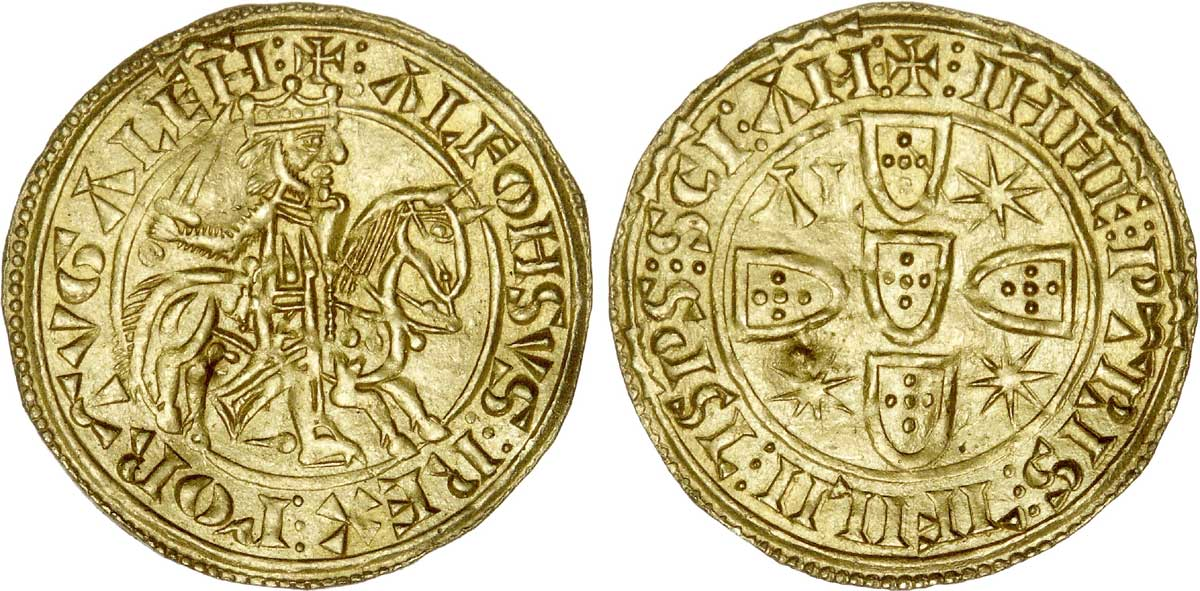
Alfonso III del Portogallo

Blasone della contea di Boulogne

Il cronista Rodrigo Jiménez de Rada, nel suo De Rebus Hispaniæ, lo elenca tra i figli di Alfonso II e Urraca di Castiglia, chiamandolo Aldefonsus e specificando che succedette a suo fratello Sancio, Sancius Regem Portugalliæ successorem. Inoltre Alfonso è citato nelle cronache di Pedro, conte di Barcelos, come Alfonsus, figlio di Alfonso II e sua moglie Urraca di Castiglia.
Essendo Alfonso il figlio secondogenito ed essendo stato ereditato, nel 1223, alla morte del padre, il trono del Portogallo dal fratello Sancho II, appena maggiorenne lasciò il Portogallo per trasferirsi in Francia, dove, nel 1226, la sorella di sua madre Bianca di Castiglia, alla morte del marito, il re di Francia Luigi VIII, divenne reggente del regno in quanto tutrice del figlio minorenne Luigi il Santo e, anche quando Luigi divenne maggiorenne, Bianca rimase la sua principale consigliera. Dato che nel 1234 la cognata di Bianca, la contessa di Boulogne Matilde, era rimasta vedova di Filippo di Francia, fratello di suo marito Luigi VIII, la zia Bianca per Alfonso combinò il matrimonio con sua cognata.
Alfonso sposò Matilde nel 1235, divenendo conte consorte di Boulogne e conte effettivo dal 1238.

Blasone portoghese dal 1247 al 1385

Verso il 1240 il vescovo di Porto, Martino Rodrigues, fece al papa Gregorio IX un rapporto molto negativo sul regno di Sancho II del Portogallo, proponendo di sostituirlo con il fratello, Alfonso, conte di Boulogne. Solo con l'elezione al soglio pontificio del papa Innocenzo IV, dopo 19 mesi di sede vacante, nel giugno del 1243, il partito della destituzione cominciò ad offrire ad Alfonso la corona e a proporlo come salvatore della patria.
Alfonso si mosse solo dopo il Concilio di Lione del 1245 in cui, secondo i vescovi di Porto e di Coimbra, il re Sancho si rifiutò di riparare le offese fatte e persistette nel suo atteggiamento; il papa Innocenzo IV allora proclamò Alfonso tutore del reame ed invitò tutte le autorità ad obbedirgli, pur lasciando a Sancho il titolo di re. Nel settembre dello stesso anno, Alfonso, a Parigi, accettò le condizioni dell'arcivescovo di Braga e, all'inizio del 1246, marciò su Lisbona, che gli aprì le porte.
Sancho si difese ed accettò l'aiuto del re di Castiglia e León Ferdinando III, che gli inviò delle truppe al comando del figlio Alfonso; alla fine dovette soccombere e, nel corso del 1247, andò in esilio a Toledo, dove morì l'anno dopo.
Alfonso, pur governando il regno dal 1247, divenne re il 4 gennaio 1248 dopo la morte del fratello Sancho II.
Dato che una parte dell'Algarve era rimasto sotto il controllo delle truppe castigliane, Alfonso, tramite gli ordini militari, recuperò i territori tra il 1249 e il 1250.
Divenuto re di Castiglia, Alfonso X, nel 1253, invase il Portogallo e si appropriò della regione dell'Algarve.
Alfonso III cedette ma, pur essendo ancora sposato con Matilde, riuscì ad ottenere la mano della figlia illegittima di Alfonso X, Beatrice, con la clausola che quando il primo figlio della coppia avrebbe compiuto sette anni, l'Algarve sarebbe tornato al Portogallo.
Alfonso III divorziò da Matilde, rinunciando ai suoi possedimenti francesi, e nello stesso anno sposò Beatrice.
Nel 1263, non senza alcune resistenze (forse perché l'erede era il terzogenito ed aveva solo due anni), Alfonso X di Castiglia consegnò l'Algarve all'erede, il principe Dionigi, a condizione che Alfonso III del Portogallo lo avesse seguito in battaglia con cinquanta lancieri.
Nello stesso anno 1263, dopo che la contessa di Boulogne, Matilde, era morta nel 1259, il papa Urbano IV convalidò il matrimonio tra Alfonso e Beatrice.
Nel 1267, con la convenzione di Badajoz, fu risolto definitivamente il problema dell'Algarve e come confine tra il Portogallo e la Castiglia fu stabilito il fiume Guadiana.

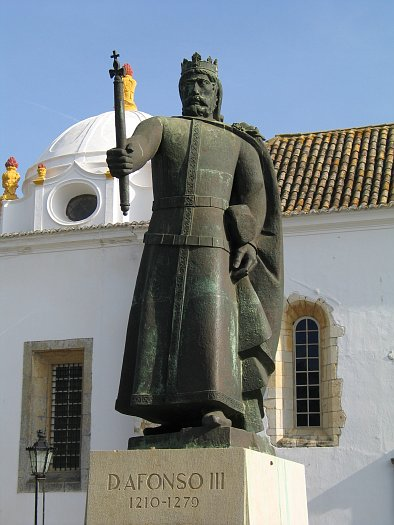
Monumento a Alfonso III a Faro, Algarve

In politica interna, nei primi anni di regno ottemperò al giuramento fatto a Parigi nel 1246 ma, nel 1254, convocò le cortes a Leiria e per la prima volta vi furono ammessi i rappresentanti delle città; la disposizione dell'assemblea che i tributi fossero pagati in denaro e non in natura, andava a vantaggio del popolo e la disposizione di fare l'elenco delle proprietà della corona (portato a termine nel 1258) andò a vantaggio del re, perché così si conobbe quante proprietà della corona erano state alienate anche in modo fraudolento.
Nel 1261 le cortes abrogarono il diritto del re di deprezzare, ogni sette anni, la moneta onde permettere alla corona di procurarsi denaro; in sua vece Alfonso dovette accettare una tassa fissa quinquennale, stabilendo così il principio che ogni futura tassa dovesse avere il consenso del parlamento.
Nel 1265 fu avviato il recupero delle terre che i beneficiari avevano venduto con conseguente perdita dei diritti della corona; le terre incolte vennero confiscate, le altre erano recuperate allo stesso prezzo con cui erano state acquistate dagli attuali proprietari. Inoltre fu stabilito che i beneficiari delle terre della corona dovevano pagare i tributi (con questa norma anche gli ordini religiosi, nel futuro, avrebbero pagato).
Tutte queste disposizioni furono applicate solo in parte e male (il gran siniscalco ed il cancelliere del regno furono molto rapaci per sé stessi), ma contribuirono a danneggiare sia il clero sia la nobiltà, per cui cinque vescovi si recarono a Roma presentando lagnanze sul comportamento del re, che rispose presentando una dichiarazione delle città in suo favore; inoltre Alfonso assicurò al papa Clemente IV che era pronto ad aderire alla crociata promossa dal papa stesso nel 1267.
Nel 1273 il papa Gregorio X fece pressione su Alfonso perché ottemperasse, con un giuramento, agli obblighi contratti a Parigi e alle risoluzioni contenute nelle bolle dei papi Onorio III e Gregorio IX, e nel 1275 lo minacciò di scomunica poiché non aveva ancora prestato giuramento.
La morte del papa il 10 gennaio del 1276 lo favorì, perché i due papi successivi, Innocenzo V e Adriano V, regnarono pochi mesi e non diedero seguito alla minaccia; solo con l'elezione del portoghese Pedro Julião, conosciuto come Pedro Hispano, eletto nel settembre del 1276 come papa Giovanni XXI, un delegato apostolico pubblicò a Lisbona la bolla e intimò i provvedimenti al re. Non essendovi alcun pretendente al trono all'infuori dell'erede, il principe Dionigi, che era già coinvolto nell'amministrazione del regno, Alfonso non reagì.
Solo sul letto di morte, nel gennaio del 1279, quando sul soglio pontificio vi era Nicola III, Alfonso prestò il giuramento richiesto senza riserve.
Alfonso morì a Lisbona e fu sepolto nel Monastero di Alcobaça, dove già era sepolto suo padre. Alla sua morte gli succedette il figlio Dionigi.

## Discendenza
Alfonso e Matilde ebbero due figli:
- Roberto (1239-morto giovane);
- un secondo maschio (1240-morto giovane).

Alfonso e Beatrice ebbero otto figli:
- Blanca del Portogallo (Guimarães, 25 febbraio 1259 - Burgos, 17 aprile 1321), viscontessa di Huelgas e signora di Montemor dal 1261, badessa del monastero di Lorvão dal 1278, signora di Campo-Mayor dal 1301 e di Alcozer dal 1303, divenne infine badessa del monastero di Santa María la Real de Las Huelgas, a Burgos, dove morì il 16 febbraio 1246 e dove venne tumulata[1];
- Ferdinando del Portogallo (1260 - Lisbona, 1262), erede al trono per due anni, sepolto nel monastero di Alcobaça, dove già era sepolto suo nonno;
- Dionigi il Lavoratore (Lisbona, 9 ottobre 1261 - Santarém, 7 gennaio 1325), re del Portogallo come Dionigi I, sposato con Isabella di Aragona;
- Alfonso del Portogallo (Lisbona, 8 febbraio 1263 - Lisbona, 2 novembre 1312), Signore di Portalegre, Castel-de-Vides, Ourem, Sintra, Marvam, Arronches Leyra e Lourignan, nel 1299. Governatore di Lamego e Viseu. Sposato, nel 1287, con Violante Manuel di Castiglia (1265-1314), figlia del principe Giovanni Emanuele di Castiglia, duca di Peñafiel ed Escalona e di Costanza di Aragona, da cui ebbe cinque figli:
  - Alfonso (1288-1300), signore di Leiria;
  - Maria (1290-?), sposò, nel 1310 circa, Tello Alfonso, signore di Meneses (?-1315) e nel 1315, in seconde nozze, Fernando Diaz de Haro, signore di Orduña e Balmaseda;
  - Isabella (1292 - circa 1367), sposò Giovanni di Castiglia il Gobbo (1293- assassinato a Toro il 2 dicembre 1326), signore di Biscaglia;
  - Costanza (1294-?), sposò, nel 1295, l'alfiere del re di Castiglia, Ferdinando IV, Núño Gonzales di Lara (1284- Valladolid, 1296). Il matrimonio non fu consumato;
  - Brita (1298-?), sposò Pedro Fernandez di Castro (?- ucciso in battaglia vicino ad Algeciras nel giugno del 1342), signore di Lemos e Sarria.
- Sancha del Portogallo (2 febbraio 1264 - Siviglia, 1302), sepolta nel monastero di Alcobaça, dove già era sepolto suo padre;
- María del Portogallo (21 novembre 1264 - 6 giugno 1304), monaca del convento della Santa Croce a Coimbra, dove morì e fu inizialmente sepolta; in un secondo tempo il suo corpo venne trasferito nel monastero di Alcobaça, dove già era sepolto suo padre;
- Constanza del Portogallo (1266 - Siviglia, 1271);
- Vincenzo del Portogallo ( 22 gennaio 1268 - Lisbona, 23 novembre 1271), sepolto nel monastero di Alcobaça, dove già era sepolto suo nonno.

Alfonso ebbe anche diversi figli illegittimi:
- due da Mariana Pirez de Enxara, della quale non si conoscono le ascendenze:
  - Fernando Alfonso (?-?), cavaliere templare, tumulato a Lisbona, nella chiesa di San Biagio;
  - Alfonso Dionisio (1260 - dopo il 24 aprile 1310), signore di Pouça e maestro di corte della regina Isabella di Portogallo; nel 1278 sposò Maria Peres Ribeiro de Sousa, che nel 1298 divenne la quattordicesima Signora della Casa di Sousa, da cui discesero i Signori di Sousa;
- due da Maddalena Gil, figlia di Alvando Muniz:
  - Gil Alfonso (?-?), cavaliere ospitaliere, fu il comandante del convento di San Biagio, a Lisbona, dove fu tumulato. Gil ebbe un figlio da una donna di cui non si conoscono le generalità:
    - Lorenzo Gilez (?- 31 dicembre 1346), cavaliere ospitaliere, il comandante del convento di San Biagio, a Lisbona, dove fu tumulato.

  - Martino Alfonso (1250 - dopo il 12 novembre 1299), sposò, nel 1274, Ines Lorenzo Chicorro de Valadares, figlia di Lorenzo Sousa di Valadares e di Maria Mendez de Sousa e fu capostipite dei Sousa-Chicorro;
- una da Elvira Estevez, della quale non si conoscono le ascendenze:
  - Eleonora Alfonso (? - dopo il 1302), sposata in prime nozze, il 24 gennaio 1271, a Lisbona con Stefano Annes di Sousa (?- 1272), signore di Chaves e Alegrete e cancelliere del Portogallo e in seconde nozze, l'11 maggio 1273, a Santarém, con il conte di Neiva Gonzalo García di Sousa (?- dopo il 30 novembre 1286), tredicesimo capo della casa di Sousa. Rimasta vedova per la seconda volta si fece suora e si ritirò nel convento di Santa Clara di Santarém;
- altri cinque da amanti di cui non si conoscono le generalità:
  - Rodrigo Alfonso (? - 10 settembre 1302), priore delle città di Santarém e di Alenquer; tumulato nella chiesa di Santa Maria de Alcáçova a Santarém;
  - Urraca Alfonso (? - ?), sposò Pedro Annez Gago de Riba de Visello (? - 1292);
  - Eleonora Alfonso (? - 18 novembre 1259), monaca nel monastero di Santa Clara a Santarém;
  - Urraca Alfonso (? - 1319), monaca nel monastero di Lorvão;
  - Enrico Alfonso (? - Terra santa ?), sposò una certa donna Ines di cui non si conoscono le ascendenze.

## Ascendenza
|                            |                         |                                      | Genitori                              |  |  | Nonni |  |  | Bisnonni                 |  |  | Trisnonni             |  |
|                            |                         |                                      |                                       |  |  |       |  |  | Alfonso I del Portogallo |  |  | Enrico del Portogallo |  |
|                            |                         |                                      |                                       |  |  |       |  |  | Alfonso I del Portogallo |  |  | Enrico del Portogallo |  |
|                            |                         | Teresa di León                       |                                       |  |  |       |  |  | Alfonso I del Portogallo |  |  |                       |  |
| Sancho I del Portogallo    |                         |                                      |                                       |  |  |       |  |  | Alfonso I del Portogallo |  |  |                       |  |
|                            |                         | Mafalda di Savoia                    | Amedeo III di Savoia                  |  |  |       |  |  |                          |  |  |                       |  |
|                            |                         | Mafalda di Savoia                    | Amedeo III di Savoia                  |  |  |       |  |  |                          |  |  |                       |  |
|                            |                         | Mafalda di Savoia                    | Adelaide                              |  |  |       |  |  |                          |  |  |                       |  |
| Alfonso II del Portogallo  |                         | Mafalda di Savoia                    |                                       |  |  |       |  |  |                          |  |  |                       |  |
|                            |                         | Raimondo Berengario IV di Barcellona | Raimondo Berengario III di Barcellona |  |  |       |  |  |                          |  |  |                       |  |
|                            |                         | Raimondo Berengario IV di Barcellona | Raimondo Berengario III di Barcellona |  |  |       |  |  |                          |  |  |                       |  |
|                            |                         | Raimondo Berengario IV di Barcellona | Dolce I di Provenza                   |  |  |       |  |  |                          |  |  |                       |  |
| Dolce di Barcellona        |                         | Raimondo Berengario IV di Barcellona |                                       |  |  |       |  |  |                          |  |  |                       |  |
|                            |                         | Petronilla d'Aragona                 | Ramiro II d'Aragona                   |  |  |       |  |  |                          |  |  |                       |  |
|                            |                         | Petronilla d'Aragona                 | Ramiro II d'Aragona                   |  |  |       |  |  |                          |  |  |                       |  |
|                            |                         | Petronilla d'Aragona                 | Agnese d'Aquitania                    |  |  |       |  |  |                          |  |  |                       |  |
| Alfonso III del Portogallo |                         | Petronilla d'Aragona                 |                                       |  |  |       |  |  |                          |  |  |                       |  |
|                            | Sancho III di Castiglia | Alfonso VII di León                  |                                       |  |  |       |  |  |                          |  |  |                       |  |
|                            | Sancho III di Castiglia | Alfonso VII di León                  |                                       |  |  |       |  |  |                          |  |  |                       |  |
|                            | Sancho III di Castiglia | Berengaria di Barcellona             |                                       |  |  |       |  |  |                          |  |  |                       |  |
| Alfonso VIII di Castiglia  | Sancho III di Castiglia |                                      |                                       |  |  |       |  |  |                          |  |  |                       |  |
|                            |                         | Bianca Garcés di Navarra             | García IV Ramírez di Navarra          |  |  |       |  |  |                          |  |  |                       |  |
|                            |                         | Bianca Garcés di Navarra             | García IV Ramírez di Navarra          |  |  |       |  |  |                          |  |  |                       |  |
|                            |                         | Bianca Garcés di Navarra             | Margherita de l'Aigle                 |  |  |       |  |  |                          |  |  |                       |  |
| Urraca di Castiglia        |                         | Bianca Garcés di Navarra             |                                       |  |  |       |  |  |                          |  |  |                       |  |
|                            |                         | Enrico II d'Inghilterra              | Goffredo V d'Angiò                    |  |  |       |  |  |                          |  |  |                       |  |
|                            |                         | Enrico II d'Inghilterra              | Goffredo V d'Angiò                    |  |  |       |  |  |                          |  |  |                       |  |
|                            |                         | Enrico II d'Inghilterra              | Matilde d'Inghilterra                 |  |  |       |  |  |                          |  |  |                       |  |
| Eleonora d'Inghilterra     |                         | Enrico II d'Inghilterra              |                                       |  |  |       |  |  |                          |  |  |                       |  |
|                            |                         | Eleonora d'Aquitania                 | Guglielmo X di Aquitania              |  |  |       |  |  |                          |  |  |                       |  |
|                            |                         | Eleonora d'Aquitania                 | Guglielmo X di Aquitania              |  |  |       |  |  |                          |  |  |                       |  |
|                            |                         | Eleonora d'Aquitania                 | Aénor di Châtellerault                |  |  |       |  |  |                          |  |  |                       |  |
|                            |                         | Eleonora d'Aquitania                 |                                       |  |  |       |  |  |                          |  |  |                       |  |